# Classe Lebed
Le unità appartenenti alla classe Lebed (progetto 1206 secondo la classificazione russa) sono hovercraft di costruzione e progettazione sovietica.
In tutto ne sono stati costruiti 20, entrati in servizio a partire dal 1976. Sono rimasti in servizio fino al 1997.

## Sviluppo
Questi mezzi, usati nelle operazioni anfibie della flotta sovietica, sono stati osservati per la prima volta, in forma prototipica, nel 1973, dopo di che la NATO li ha battezzati con tale nome in codice. La progettazione è stata curata dal bureau Almaz.
La produzione compresi i prototipi ha riguardato un totale di circa 20 unità, costruite nei cantieri navali di San Pietroburgo e Theodosia tra il 1972 ed il 1986.

## Tecnica e struttura
Le loro caratteristiche comprendono una rampa di carico e scarico prodiera, per eseguire azioni d'assalto sulle spiagge, con un carico apprezzabile sistemato nel vano di carico centrale (circondato dalle 4 ventole di sostentamento). Il carico era normalmente costituito da due anziani ma ancora apprezzati carri leggeri PT-76 (o comunque due blindati BMP o BTR), o 120 uomini, oppure da 40 tonnellate di materiale.
Questo significa mettere a disposizione delle navi anfibie un mezzo (molto compatto, per giunta) capace di trasportare su brevi distanze carichi paragonabili a quelli di un aereo della classe Ilyushin Il-76. Gli uomini, per entrare nel mezzo, possono utilizzare le porte sistemate a poppa.
La plancia di comando, posta sul davanti, ha una struttura bassa ed aerodinamica, mentre le fiancate del mezzo si prolungano quasi ad avvolgerla (con una forma complessiva "a saponetta").
La struttura interna dei Lebed è data da un vano di carico centrale, che costituisce la ragion d'essere di tali mezzi. All'interno di tale vano, grazie alla forma compatta, riescono a condensare al loro interno molti equipaggiamenti.
Il dislocamento a pieno carico è di circa 90 tonnellate, e lo scafo è costruito utilizzando leghe di alluminio e magnesio (che però hanno il problkema di essere facilmente infiammabili).

## Propulsione
Per quanto riguarda la propulsione, su questi mezzi sono presenti due eliche di sostentamento ed una turbina su ciascun lato, oltre ad un'altra turbina e due ulteriori eliche propulsive nella parte posteriore del mezzo, dietro la stiva.
La loro propulsione è resa possibile dalla presenza di quattro ventole di sostentamento (per il gonfiaggio del "cuscino") e da due di propulsione che, grazie ad una struttura laterale che vettorizza la spinta dell'aria senza perdite verso i lati, riescono a migliorare l'efficienza. Si tratta, cioè, di eliche intubate. Esse sono poste davanti ai piani di coda, che, come negli aerei, sono efficaci grazie al flusso d'aria che ricevono (gli hovercraft non hanno timoni subacquei di sorta, anche se teoricamente potrebbero averne).
Come normalmente accade tra i mezzi a cuscino d'aria, i Lebed hanno un apparato propulsivo esuberante rispetto alla massa complessiva. Infatti, le tre turbine a gas hanno una potenza complessiva di 3.600 hp, e, considerato il tonnellaggio, il rapporto potenza-peso è eccellente anche per la loro categoria (quasi 130 hp per tonnellata, paragonabile ad alcuni tipi di aeroplani della seconda guerra mondiale).
Le ventole e le eliche sono abbinate a coppie per ciascuna delle turbine.
Le turbine hanno ovviamente un consumo elevato e questo affligge l'autonomia. Di conseguenza, questi mezzi sono idonei principalmente ad azioni d'assalto anfibio con base dalle navi maggiori.

## Armamento
L'armamento è sistemato lateralmente, a fianco della plancia. Risulta composto da un cannone a canne rotanti ADG-630: si tratta di un'arma CIWS, ma, visto che in questo caso è priva di radar, può contare solo su apparati ottici. Probabilmente si tratta di una versione appositamente alleggerita di tale mitragliera, con una perdita notevole di cadenza di fuoco, che ne renderebbe difficile l'uso antimissile anche con il radar. In ogni caso, i ‘Lebed’ possono aprirsi la strada verso le spiagge con una notevole potenza di fuoco (le munizioni di pronto impiego sono forse 1.000-2.000).

## Servizio
In termini di servizio, i Lebed sono stati assegnati alla Flotta del Baltico, quella del Mar Nero e quella del Pacifico.
Il loro impiego tipico ne prevedeva l'uso da parte delle uniche LSD (navi da sbarco con bacino) sovietiche, le Ivan Rogov, che di norma ne avevano 2 ognuna.
Poiché le Ivan Rogov sono state realizzate in appena 3 esemplari, il numero dei Lebed è stato eccedente le necessità, e quindi tali mezzi potrebbero essere stati considerati utili anche per altri tipi di missione.
I loro successori sono stati gli hovercraft classe Tsaplya, ma pare che solo 5 mezzi siano stati costruiti tra il 1982 ed il 1988.